# Barrett Wilbert Weed
Barrett Wilbert Weed (nacida el 6 de noviembre de 1988) es una actriz y cantante estadounidense. Es conocida por interpretar los papeles de Veronica Sawyer en la producción Off-Broadway de heathers: The Musical y Janis Sarkisian en la producción de Broadway de Mean Girls. También da voz a Octavia "Via" Goetia en Helluva Boss.

## Primeros años y educación
Weed creció en Cambridge, Massachusetts. A los cinco años, comenzó a actuar en la Ópera Infantil de Boston. Su padre murió de cáncer cuando ella tenía siete años. Al crecer, asistió al Long Lake Camp for the Arts en Long Lake, Nueva York.
Asistió a la escuela Walnut Hill durante la mayor parte de la escuela secundaria después de transferirse de una escuela preparatoria privada. En una entrevista, Weed dijo sobre la escuela: "Es un lugar increíble, como Hogwarts. Walnut Hill me salvó la vida". Ella le da crédito al personal y los estándares de Walnut Hill por gran parte de su éxito posterior.
Se graduó de la Universidad de Elon con una licenciatura en teatro musical en 2011.
El 13 de abril de 2019, Weed recibió el premio Top 10 Under 10 Alumni Award 2019 de la Elon University, un premio que se otorga anualmente y que "reconoce a 10 exalumnos que se graduaron entre 2018 y 2009 y que lograron un gran éxito profesional y marcan la diferencia en sus comunidades y apoyan lealmente a Elon".
Weed es sobrina de la actriz Kathi Moss, quien originó el papel de Saraghina en la producción de Broadway de Nine de 1982 y también apareció en producciones originales de Broadway de Grease y Grand Hotel.

## Carrera
Weed hizo su debut en Broadway en Lysistrata Jones en noviembre de 2011, como suplente de muchos de los papeles femeninos. El show cerró el 8 de enero de 2012.
Su siguiente papel importante fue Nadia en una versión reelaborada de Bare: A Pop Opera, ahora llamada Bare: The Musical, en New World Stages. Las vistas previas comenzaron el 19 de noviembre de 2012, con una inauguración oficial el 9 de diciembre de 2012 y el show se prolongó hasta el 3 de febrero de 2013.
Posteriormente interpretó a Zoe Murphy en Dear Evan Hansen para la lectura de mayo de 2014.
Tras esto, Weed originó el papel principal de Veronica en heathers: The Musical, una adaptación musical de la película de culto de 1988 Heathers. El musical se estrenó en el Hudson Backstage Theatre de Los Ángeles en el otoño de 2013, antes de trasladarse a Nueva York para su encarnación Off-Broadway. El show comenzó con sus avances en New World Stages el 15 de marzo de 2014, con una noche de apertura el 31 de marzo. Fue nominada a un premio Lucille Lortel y a un premio Drama Desk por su actuación. Weed dejó el programa en junio y el show cerró el 4 de agosto de 2014.
En septiembre de 2014, Weed comenzó a actuar en FOUND The Musical, un nuevo musical Off-Broadway sobre la creación de los libros y revistas Found de Davy Rothbart. Weed interpretó el papel de Denise. El show se inauguró el 14 de octubre y se prolongó hasta el 9 de noviembre de 2014.
Weed interpretó el papel de Sally Bowles en la producción de Cabaret del Signature Theatre del 12 de mayo al 28 de junio de 2015, en el área deWashington D. C.. Por esta actuación, ganó el premio Helen Hayes a la mejor actriz principal en un musical.
Weed narra "Kill The Boy Band" de Goldy Moldavsky en Audible.com y CD de audio, cuyo audio se lanzó el 1 de marzo de 2016.
Weed protagonizó el musical Mean Girls como Janis Sarkisian en Broadway. Formó parte del estreno mundial que inició el 31 de octubre de 2017 y finalizó el 3 de diciembre de 2017, en el Teatro Nacional. El musical, basado en la película del mismo nombre, comenzó sus avances en Broadway el 12 de marzo de 2018 y se inauguró oficialmente el 8 de abril de 2018. Weed ha declarado que se identifica fuertemente con el "cinismo abierto" de su personaje. El coprotagonista Gray Henson y Weed trabajaron juntos para recibir sus papeles en la producción. Su última actuación en el papel fue el 8 de marzo de 2020.
Cuando no está actuando, a Weed le gusta dar lecciones de canto y actuación a adolescentes, además de impartir clases magistrales en escuelas secundarias.
Desde 2020, ha prestado su voz a Octavia "Via" Goetia en la serie web animada para adultos Helluva Boss.
El 2 de diciembre de 2020, se anunció que Weed se unió al elenco de Bridge and Tunnel, un programa de televisión de Epix. Ella interpreta a Lizzie, "la artística y sarcástica hermana mayor de Pags (Brian Muller), que sueña con el estrellato del rock para su banda de punk femenina, Wildfire". El programa se emitió el 24 de enero de 2021.

## Arte
Weed generalmente se clasifica como mezzosoprano y es ampliamente conocida por su alto nivel de belting.

## Vida personal
Weed defiende varias causas, incluido el empoderamiento femenino, el control de armas y el derecho al voto.

## Filmografía

### Televisión
| Año  | Título                                 | Papel                              | Notas                                            | Ref.   |
| ---- | -------------------------------------- | ---------------------------------- | ------------------------------------------------ | ------ |
| 2018 | Saturday Night Live                    | Herself Ella misma (sin acreditar) | Episodio: "Tina Fey"                             | [ 23 ] |
| 2018 | The Tonight Show Starring Jimmy Fallon | Ella misma                         | Episodio: "Tina Fey/Evan Rachel Wood/Mean Girls" | [ 24 ] |
| 2019 | Crashing                               | Deborah                            | Episodio: "MC, Middle, Headliner"                | [ 25 ] |
| 2020 | Blue Bloods                            | Lauren Wilson                      | Episodio: "Hide in Plain Sight"                  | [ 26 ] |
| 2020 | Helluva Boss                           | Octavia "Via" Goetia               | Papel de voz                                     | [ 27 ] |
| 2021 | Bridge and Tunnel                      | Lizzie                             | Recurrente, 4 episodios                          | [ 19 ] |

### Internet
| Año  | Título        | Papel             | Notas     | Ref.          |
| ---- | ------------- | ----------------- | --------- | ------------- |
| 2021 | Swipe Monster | Courtney Whitlock | Miniserie | [ 28 ] [ 29 ] |

## Créditos en teatro
| Año       | Título                | Papel               | Teatro                     | Categoría                     |
| --------- | --------------------- | ------------------- | -------------------------- | ----------------------------- |
| 2011–2012 | Lysistrata Jones      | Mujer               | Walter Kerr Theatre        | Broadway                      |
| 2012–2013 | Bare: The Musical     | Nadia               | New World Stages           | Off-Broadway                  |
| 2013      | heathers: The Musical | Veronica Sawyer     | Hudson Theatre Backstage   | Regional                      |
| 2014      | heathers: The Musical | Veronica Sawyer     | New World Stages           | Off-Broadway                  |
| 2014      | FOUND The Musical     | Denise              | Atlantic Theatre Company   | Off-Broadway                  |
| 2014      | Dear Evan Hansen      | Zoe Murphy          |                            | Lectura en mayo de 2014       |
| 2014      | Waitress              | Dawn Louise Pinkett | American Repertory Theater | Workshop en diciembre de 2014 |
| 2015      | Cabaret               | Sally Bowles        | Signature Theatre          | Regional                      |
| 2017      | Mean Girls            | Janis Sarkisian     | Teatro Nacional            | Pruebas                       |
| 2018–2020 | Mean Girls            | Janis Sarkisian     | August Wilson Theatre      | Broadway                      |